# Oinville-Saint-Liphard
Oinville-Saint-Liphard település Franciaországban, Eure-et-Loir megyében. Lakosainak száma 277 fő (2022. január 1.). Oinville-Saint-Liphard Toury, Trancrainville, Boisseaux, Outarville és Janville-en-Beauce községekkel határos.

## Népesség
A település népességének változása:
| Lakosok száma | 380  | 297  | 272  | 269  | 268  | 272  | 276  | 277  | 277  | 277  |
|               | 1968 | 1982 | 1990 | 2006 | 2013 | 2015 | 2017 | 2019 | 2020 | 2022 |